# カルト信者症候群
カルト信者症候群（かるとしんじゃしんしょうこうぐん、英語: Cult Indoctrinee Syndrome）とは、
主に虐待的カルトの犠牲者に典型的に見られる精神的疾患のことをいう。

## 概要
カルト信者症候群は、いわゆる虐待的カルトの犠牲者としてのプロセスと心理学的影響を描写するために1977年、
デルガド（Delgado）によって提唱されたもので、以下の特徴がある
。
1. 学問的ないし職業的目標を捨て去ることを含む価値観の劇的変化。変化は徐々にというより、唐突であり、破局的である。
2. 認知的柔軟性と順応性の低下。犠牲者は質問に、以前は彼自身の反応であったかもしれないものを、類型的なカルト特有の反応に代えて、機械的に答える。
3. 対人関係の愛着や愛の自発的感情の抑制。犠牲者は感情的に平坦で生気がないか、あるいは、ほとんど狂ったように快活で活気あふれるように見える。
4. 退行。犠牲者は子供のようにカルト指導者に依存しており、カルト指導者が彼の代わりに意思決定をしてくれることを望む。
5. しばしば、体重減少、肉体的見かけの劣化、そして虚ろなまなざし、ないし、投げかけるような回避的な目をした奇妙な仮面のような表情を含む肉体的変化。
6. いくつかのケースでは、解離、強迫観念にとりつかれたような反芻思考、妄想的思考と幻覚を含む精神病理学的な変化が見られることがある。